# Mycalesis unica
Mycalesis unica är en fjärilsart som beskrevs av John Henry Leech 1892-1893. Mycalesis unica ingår i släktet Mycalesis och familjen praktfjärilar. Inga underarter finns listade i Catalogue of Life.